# Streb (Bergbau)

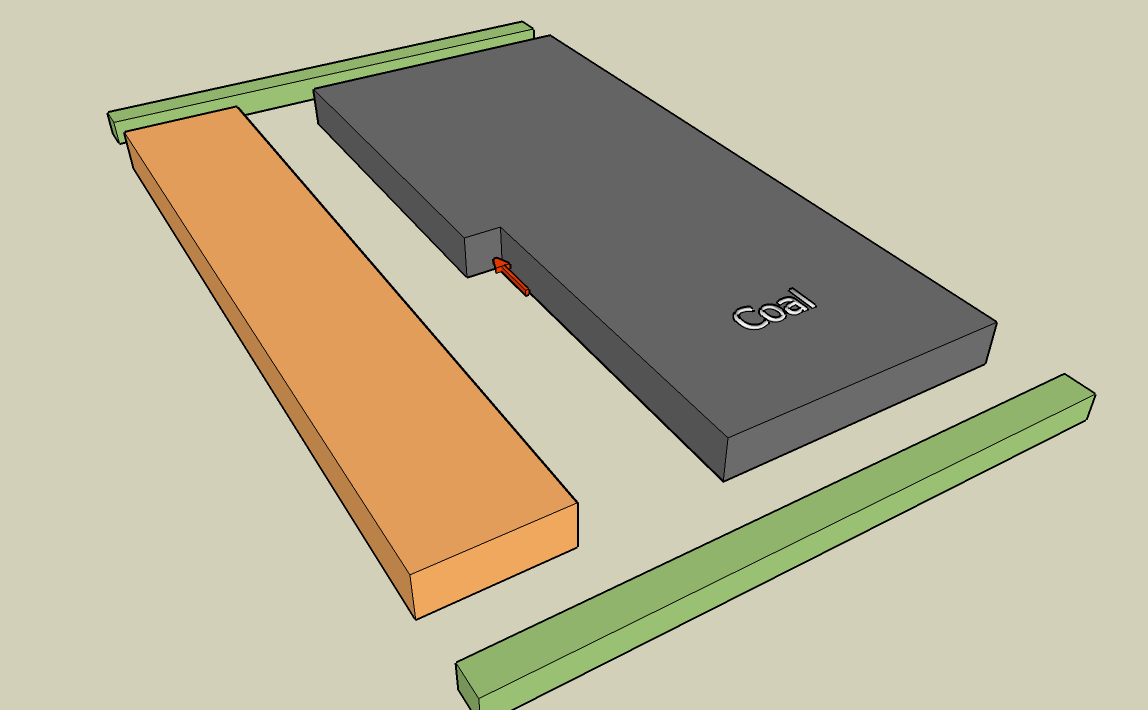
Schema Strebbau mit Versatz
(grün: Streichstrecken, grau: Flöz, orange: Alter Mann, rot: Abbaustoß; der Raum zwischen grau und orange ist der Streb)

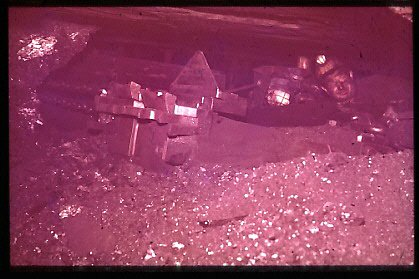
Im Streb eines Steinkohlebergwerkes

Walzenschrämlader im Einsatz im Streb, Blick auf die voreilende Walze

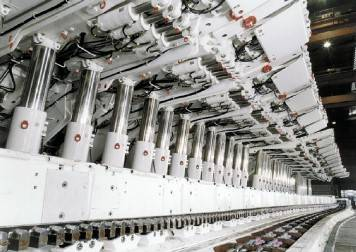
Schildausbau mit Kettenförderer

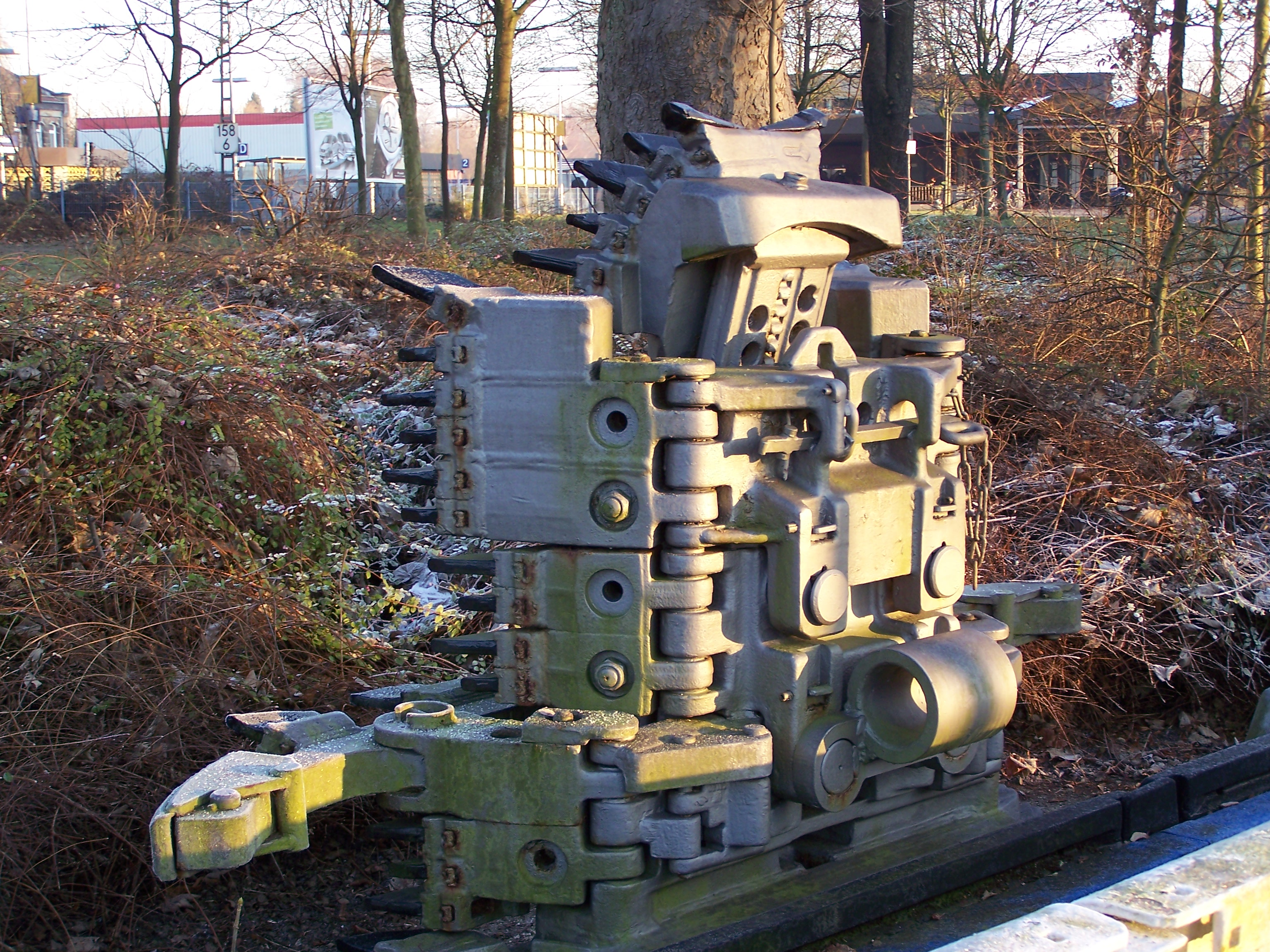
Kohlenhobel

Mit dem Begriff Streb wird im Bergbau ein schmaler langer Abbauraum bezeichnet. Das Abbauverfahren mit Streb wird Strebbau genannt. Beim Kohlebergbau ist der Streb im Untertagebetrieb der Teil eines Flözes, in dem die Kohle abgebaut wird.

## Grundlagen und Abmessungen
Der Streb wird auf der Stirnseite von der Lagerstätte begrenzt. Diese Seite wird als Abbaufront bezeichnet, wo der rechtwinklig oder schräg dazu stehende Abbaustoß vorrückt. Auf der gegenüberliegenden Seite wird der Streb vom Alten Mann begrenzt. Dadurch ergibt sich eine Strebbreite von bis zu sechs Metern. Bedingt dadurch, dass der Streb der Abbaufront folgt, verändert sich diese Breite während des laufenden Betriebes. So wird der Streb je nach Betriebszustand auch mal schmaler, um sich danach wieder auf sein normales Maß zu verbreitern. Die untere (liegende) Begrenzung des Strebs bildet die Sohle, die obere (hangende) Begrenzung ist die Firste. Bei der Gewinnung wandert der Streb, entsprechend dem Abbaufortschritt, quer zu seiner Längsrichtung nach vorne. Dabei wandert auch der Alte Mann in Abbaurichtung mit, indem der nicht mehr benötigte Teil des Strebs mit taubem Gestein (Bergematerial) versetzt wird, um das Nachstürzen gering zu halten. Die seitlichen Begrenzungen des Strebs bilden die beiden Abbaustrecken. Die seitlichen Begrenzungen der Abbaustrecke zum Flöz und zum Alten Mann bezeichnet man als Streckensaum. Der Übergangsbereich zwischen Streb und Abbaustrecke wird als Strebrand bezeichnet. Der Strebrand ist ein Bereich, in dem die Bergleute durch Steinfall besonders gefährdet sind. Im Strebrandbereich befindet sich auch der als Maschinenstall bezeichnete Bereich, in dem die Antriebsanlage untergebracht ist.
Die Entfernung der beiden Abbaustrecken voneinander bestimmt zugleich die Länge des Strebs. Weitere bestimmende Faktoren für die Streblänge sind die technische Ausrüstung, das Gewinnungsverfahren, die Versatzart und geologische Einflüsse. Bei der technischen Ausrüstung übt das Strebfördermittel den größten Einfluss auf die Länge des Strebs aus. Die Bruchfestigkeit der Panzerketten setzt der Streblänge eine maximale Grenze. Bei den geologischen Einflüssen sind es die Beschaffenheit des Nebengesteins, die Flözmächtigkeit und die jeweilige Lagerung der Lagerstätte, die die Streblänge begrenzen. Hinzu kommen die Gewährleistung einer ausreichenden Bewetterung und bei der Gewinnung von Steinkohlen der zulässige Methangehalt in den Wettern. Die Länge eines Strebs liegt zwischen 100 und 300 Metern. In Einzelfällen sind auch durchaus Streblängen von 400 Metern und mehr machbar. Bei starkem Druck kann die Streblänge auch auf 50 bis 80 Meter reduziert werden. Welche Streblänge letztendlich nach vorheriger Planung und Berechnung gewählt wird, hängt in erster Linie von wirtschaftlichen Faktoren ab. Hierbei ist es nicht unbedingt erforderlich, dass die wirtschaftlich günstigste Streblänge mit der technisch machbaren Streblänge übereinstimmt.

## Technische Ausrüstung
Im Streb befindet sich die technische Ausrüstung, die für die Gewinnung, das Laden und für die Förderung der Mineralien erforderlich ist. Außerdem befinden sich im Streb die Betriebsmittel, die zur Sicherung der sich im Streb aufhaltenden Hauer erforderlich sind. Bis in der Mitte des 20. Jahrhunderts erfolgte die Gewinnung noch manuell mittels Abbauhammer und Schießen. Ergänzt wurde diese Art der Kohlengewinnung durch Schrämmaschinen. Bei modernen Betrieben befindet sich im Streb ein Kohlenhobel oder ein Walzenschrämlader, mit dem die Kohle hereingewonnen und auf das Strebfördermittel geladen wird. Für die Förderung im Streb wurde ab 1920 als Fördermittel die Schüttelrutsche eingesetzt. Ab der Mitte der 1950er Jahre wurden als Strebfördermittel Kratzkettenförderer eingesetzt. Diese Fördermittel wurden zunächst mittels Druckluft, später auch elektrisch angetrieben. Im modernen Bergbau werden Strebförderer mit einer Breite von bis 1,5 Metern im Streb eingesetzt. Angetrieben werden diese Strebförderer mit Elektromotoren, die eine Antriebsleistung von bis 1200 Kilowatt haben. Zur Sicherung des Hangenden wurden bis ins 20. Jahrhundert Einzelstempel in Kombination mit Kappen eingesetzt. Im modernen Bergbau wird im Streb als Ausbau der Schreitausbau in Form von Schildausbau eingesetzt. Aufgrund der Problematik (Gefährdung durch Steinfall) wird heute im Strebrandbereich spezieller Strebrandausbau eingesetzt. Um den Strebrandbereich besser bearbeiten zu können, werden spezielle Strebrandmaschinen eingesetzt. In modernen Bergbau bilden in den Streben die Gewinnungsmaschine, das Fördermittel und der Strebausbau eine technische Einheit. Bei Streben mit Blasversatz gehört zu dieser Einheit noch die Blasversatzeinrichtung dazu. Gesteuert werden die gesamten im Streb befindlichen Betriebsmittel von der Strebsteuerwarte.